# 巴伦西亚地区联合左翼
巴伦西亚地区联合左翼是西班牙左翼政党联盟联合左翼在巴伦西亚自治区的分支。它成立于1986年。它目前的成员有巴伦西亚地区共产党、共和左翼、开放左翼和开放空间。它的政治立场是左翼。它的总协调员是Rosa Pérez Garijo。它的总部位于巴伦西亚。它是巴伦西亚政党联盟公民协议的成员。2014年，它有3264名成员。